# Cluj-Napoca
Cluj-Napoca (ungarsk: Kolozsvár, tysk: Klausenburg) er en by i Transsylvanien i Rumænien, med 342.112 (2006) indbyggere. Byen er den næststørste by i landet. Byen er hovedstad i distriktet Cluj. Den ligger ved floden Someş. 

## Billeder
- Cluj (1759)
- "Lucian Blaga" teater
- Rådhus
- Babeş-Bolyai Universitet
- Turdakløften